# Zavturove, Ustînivka
Zavturove (în ucraineană Завтурове) este un sat în comuna Inhulske din raionul Ustînivka, regiunea Kirovohrad, Ucraina.

## Demografie
Componența lingvistică a localității Zavturove
     Ucraineană (95,18%)
     Rusă (4,02%)
     Alte limbi (0,8%)
Conform recensământului din 2001, majoritatea populației localității Zavturove era vorbitoare de ucraineană (95,18%), existând în minoritate și vorbitori de rusă (4,02%).